# Giovan Francesco Capodilista
Giovan Francesco Capodilista (Padova, 1380 circa – Padova, 1459) è stato un giurista e diplomatico italiano.

## Biografia
La tradizione vuole che questo personaggio appartenente alla classe notabile della Padova del tardo medioevo, discenda da un'antica famiglia transalpina, venuta in Italia al seguito di Carlo Magno, impegnato nelle guerre contro i Longobardi. I Transalgardi, questo era il nome della famiglia originaria dei Capodilista, parteciparono attivamente alla sconfitta di re Desiderio. I suoi avi, Transelgardo, Carlotto e Giovanni de' Transalgardi, che poi diede seguito al ramo dei Forzatè, ricevettero in dono dal re franco la nomina di conte dei feudi di Mandria, di Saccisica e di Montemerlo.
In particolare, nei secoli successivi, Giovan Francesco, discendente di Carlotto, che iniziò il ramo dei Capodilista, ottenne, nel 1456, le decime di Montecchia, divenendo signore del luogo.
Conseguì, giovanissimo, il dottorato in scienze giuridiche nel 1401, e successivamente nel 1403, quello in diritto canonico. Fu ascritto al Collegio dei Giudici e nello stesso tempo fu chiamato a insegnare diritto nella locale Università, dove strinse legami di amicizia con conclamati intellettuali del tempo, quali Simone de Lellis e Antonio Roselli.
Le notizie sulla sua età giovanile, sono scarse e frammentarie. Sicuramente, però, svolse un ruolo di primo piano nella signoria, poiché spesso si trovò a ricoprire incarichi di prestigio e responsabilità.
Il suo ruolo di primo piano, negli affari di governo, è confermato dalla missione diplomatica che, nel 1405 ebbe insieme ad altri giuristi e diplomatici del tempo, presso il doge di Venezia Michele Sten, per concordare l'immissione pacifica di Padova in quella Repubblica, che avvenne, per merito di questa ambasceria, a condizioni onorevoli e termini che lasciavano ampie prerogative di autonomia alla Signoria.

Dai pochi dati a disposizione sembrerebbe che il Capodilista, negli anni che seguirono, forte della sua abilità nelle scienze giuridiche e diplomatiche, si sia imposto anche a Venezia, 

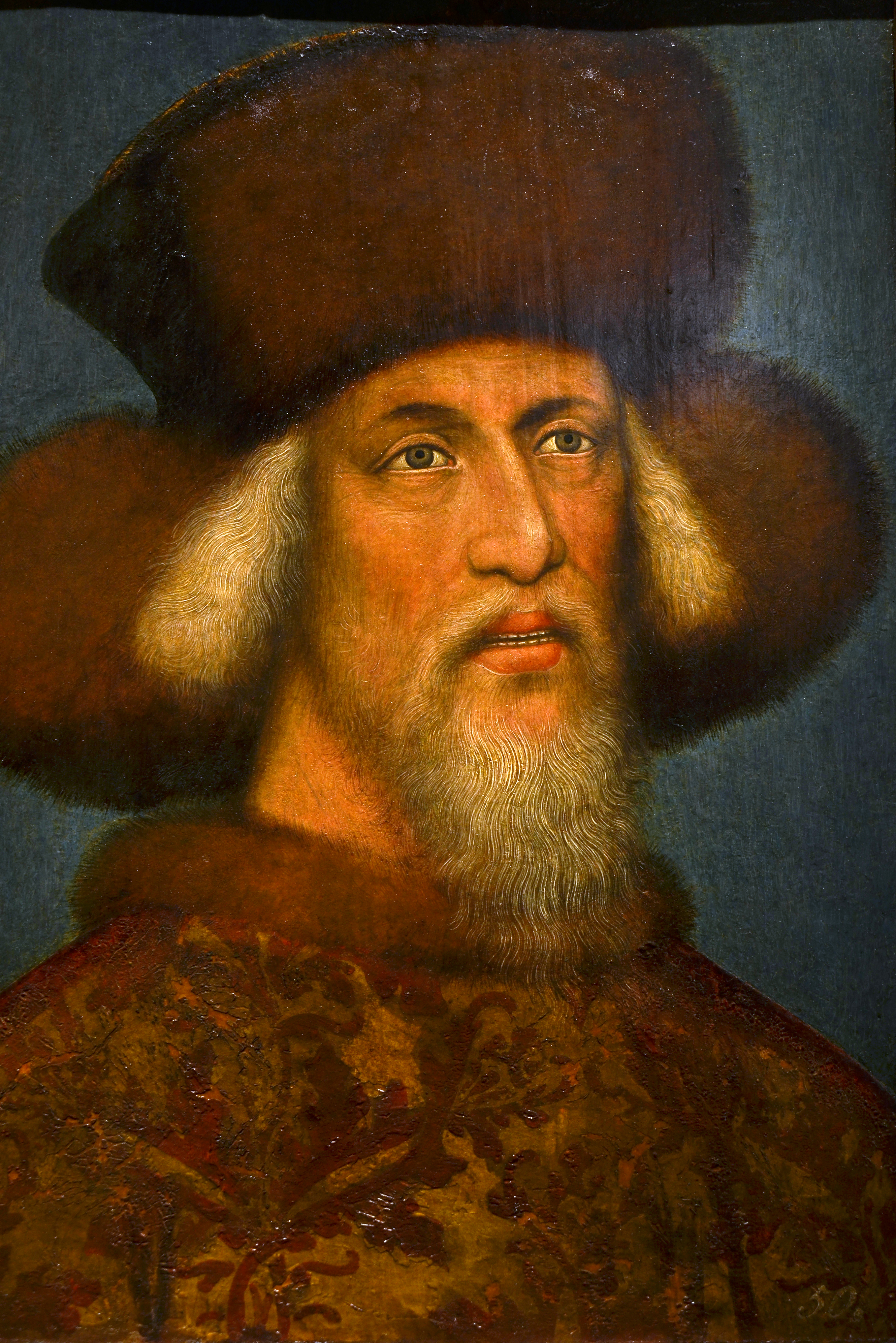
Sigismondo di Lussemburgo

 creandosi gelosie ed inimicizie. Nel 1419, infatti, in circostanze non chiare, fu accusato di tradimento dal consiglio dei dieci e condannato a dieci anni di esilio nell'isola di Candia. Condanna contestata, visto che egli non vi si recò ed anzi, nel 1420, fu chiamato dal luogotenente della Repubblica Roberto Morosini, e nominato suo vicario, nella delicata campagna di pacificazione ed annessione del Friuli, alla Serenissima. Di lì a poco (1421), la condanna fu definitivamente revocata.
In quegli anni, a Venezia o, forse a Padova, fu lettore dei Decretali, a testimonianza, ancora una volta, della sua posizione privilegiata tra gli eruditi del tempo.

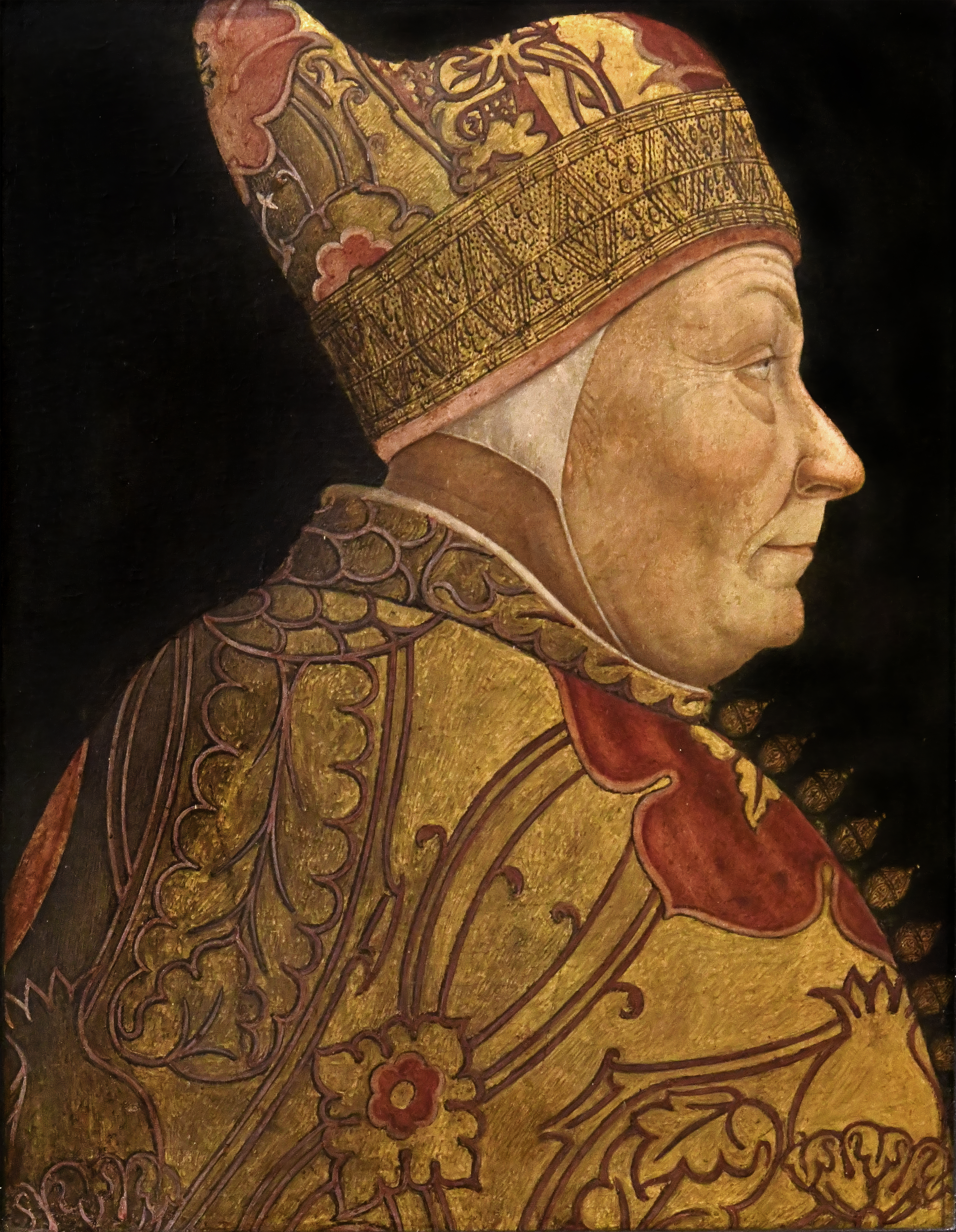
Il doge Francesco Foscari

Dopo alcune importanti missioni diplomatiche a Roma e a Ferrara, dove nel 1428, fu stipulata la pace tra Venezia e Filippo Maria Visconti, partecipò, nel 1433, come legato della Repubblica, al Concilio di Basilea. In questo periodo acquisì visibilità presso i potenti di Europa, riscuotendo, per i suoi uffici, la stima di papa Martino V e di papa Eugenio IV, nonché quella dell'imperatore Sigismondo di Lussemburgo, che gli manifestò il suo apprezzamento, creandolo Cavaliere Cesareo e Conte Palatino, dandogli, inoltre, il privilegio di fregiarsi, nello stemma, con il capo dell'Impero.
Nel difficile concilio, dimostrò la sua abilità diplomatica e secondo le istruzioni ricevute dal doge Francesco Foscari, mise in luce la volontà mediatrice della repubblica. Recitò, da una parte, una complessa ed articolata orazione, di fronte ai padri conciliari e riscosse d'altra, ampi riconoscimenti ed apprezzamenti da tutte le componenti, coinvolte nella disputa dottrinale. Disputa dottrinale, nei cui risvolti si nascondevano, non poche, implicazioni politiche.
Secondo alcune fonti, quando Sigismondo di Lussemburgo morì, volle a Znaim, il Capodilista quale esecutore testamentario e dispose che durante le esequie, non avendo lo stesso imperatore discendenza, fosse lui a portare lo scettro imperiale.
In tarda età, ritornò a Padova dove riprese la sua attività accademica. Lasciò numerosi manoscritti, la maggior parte dei quali, tuttavia, non fu data alle stampe. Sono conservati in numerosi archivi e biblioteche a Padova, Venezia, Ravenna, Napoli, Atri e nella Biblioteca Vaticana.

### Il Codice Capodilista
Tra i manoscritti di Giovan Francesco Capodilista, il più celebrato è quello tramandato con il "De viris illustribus familiae Transelgardorum Forzatè et Capitislistae", meglio conosciuto come "Codice Capodilista".

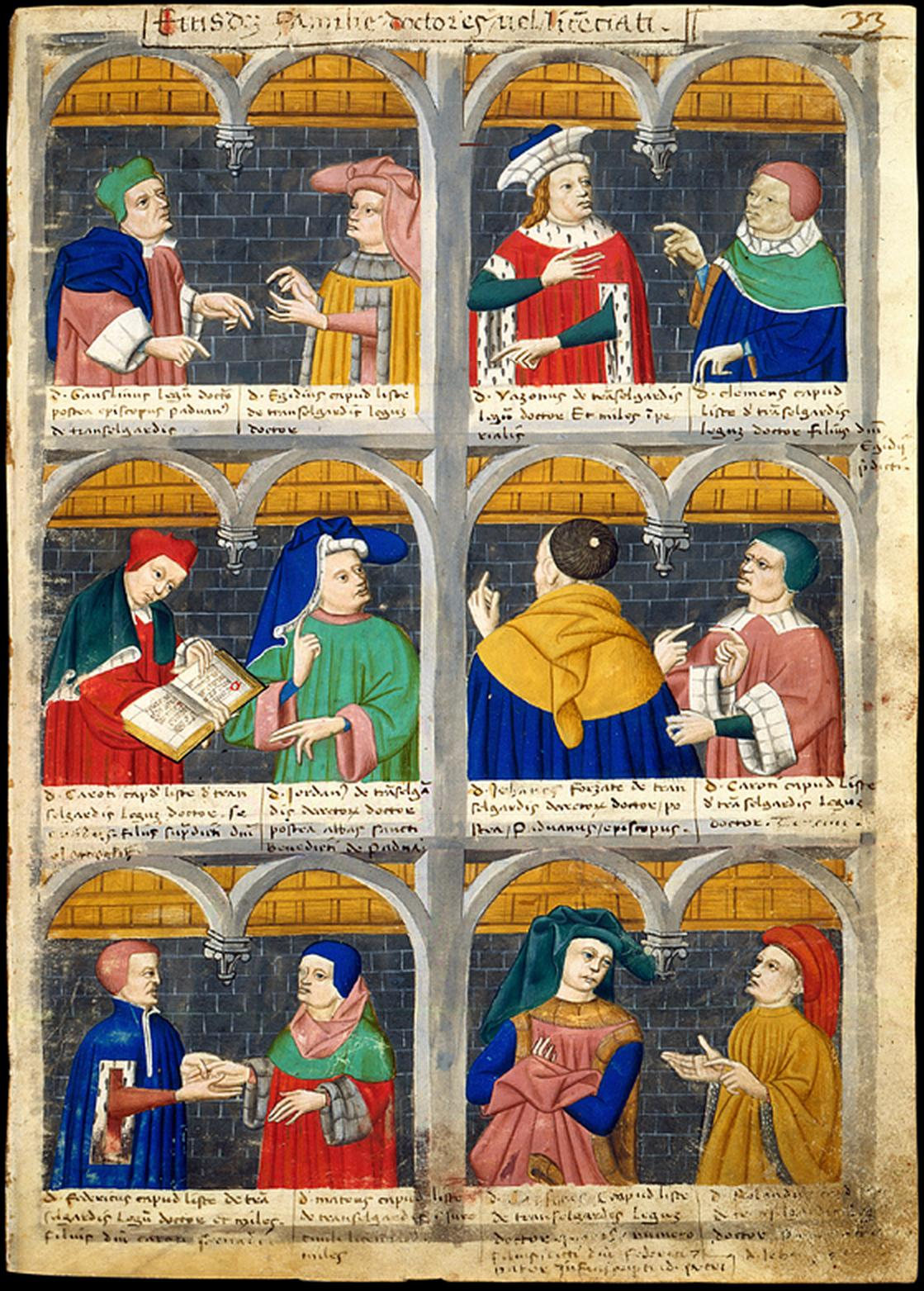
Dottori e laureati Capodilista

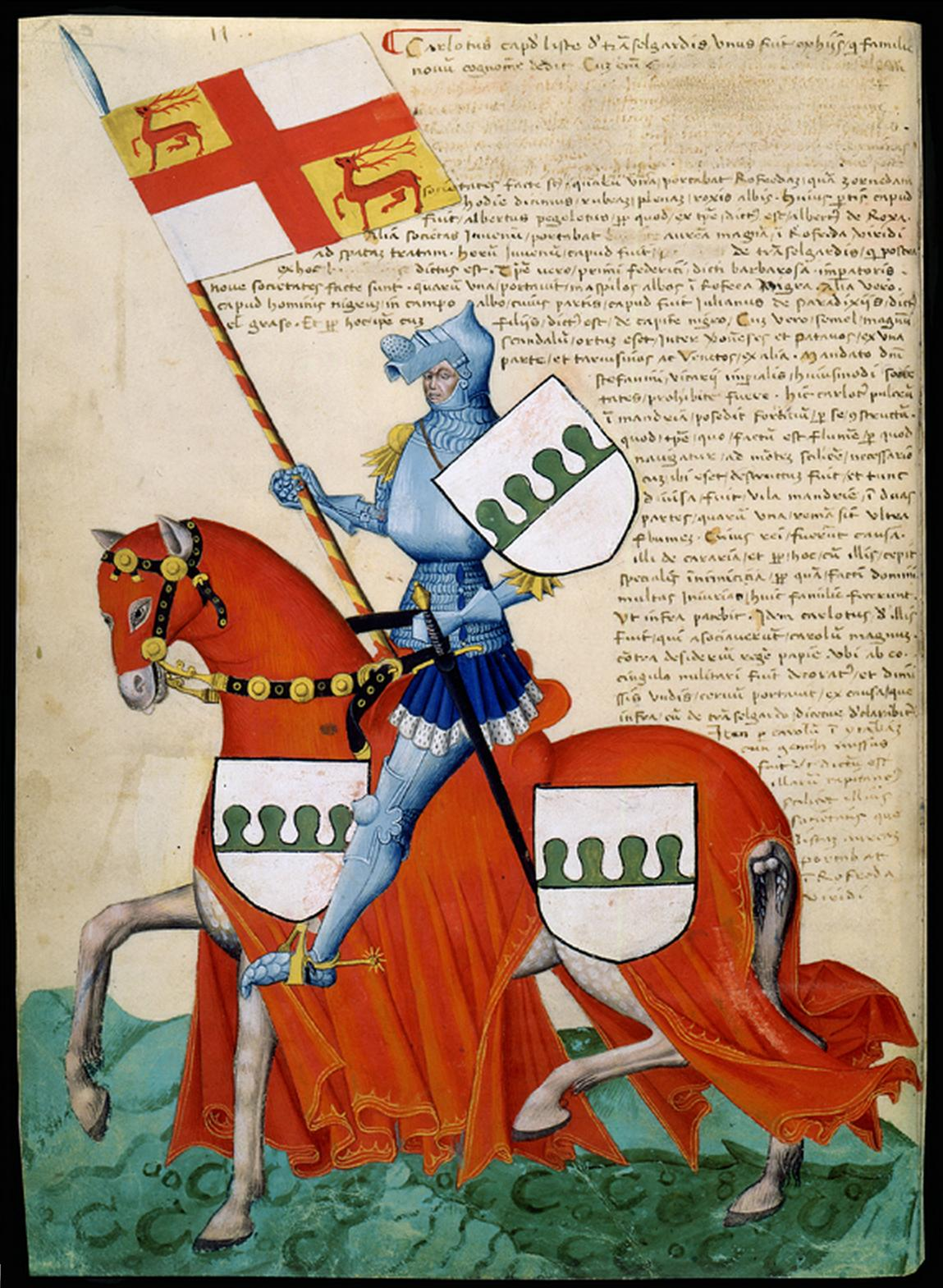
Carlotto Capodilista

Nel suo soggiorno a Basilea, durante il concilio, ebbe modo di consultare alcuni manoscritti, già appartenuti a Bartolomeo di Guglielmo della Scala
. Tra questi, destò il suo interesse un codice compilato fin da 1258, da un cittadino patavino, il giudice Antonio d'Alessio, che riportava gli annali di Padova, tratti da memorie più antiche di altri scrittori medioevali. In particolare il codice conteneva numerose notizie biografiche sulle famiglie di quella città. Il Capodilista poté estrapolare molti dati afferenti ai suoi antenati, compilando un codice, che intitolò a loro nome. In questo manoscritto, sono contenute, ventisei ricche miniature, rappresentanti altrettanti personaggi della famiglia, cavalieri, prelati ed uomini d'arme, risalenti ai tempi più antichi dell'Alto medioevo. Le ultime due pagine, preziosamente adornate, sono dedicate a ventiquattro eruditi della famiglia, raffigurati nell'esercizio delle loro professioni. Ogni miniatura è compendiata da ampie e minuziose notizie biografiche. I dipinti sono stati attribuiti, "... come si crede dagli intelligenti... " ad Andrea Mantegna. Di tale attribuzione, tuttavia non vi è traccia nelle descrizioni che dell'opera sono state fatte in tempi più recenti. Questo codice fu conservato dalla famiglia fino alla metà del XVIII secolo, quando risulta in possesso come impareggiabile tesoro dal canonico della Cattedrale Annibale Capolista. Smarrito dalla famiglia, dopo il passaggio attraverso diverse mani, fu ritrovato, alla fine del XIX secolo, dal collezionista patavino Antonio Piazza. Dagli inizi del '900 è custodito nella Biblioteca Civica di Padova.

### Le Miniature
Di seguito, alcune miniature del "Codice Capodilista".

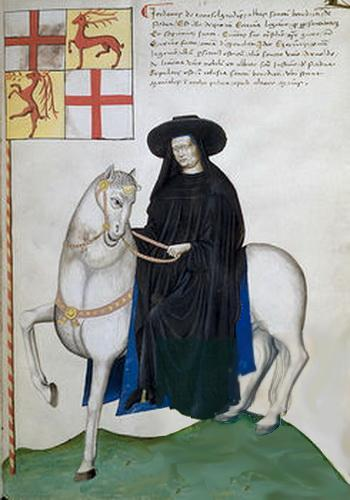
Beato Giordano Forzatè
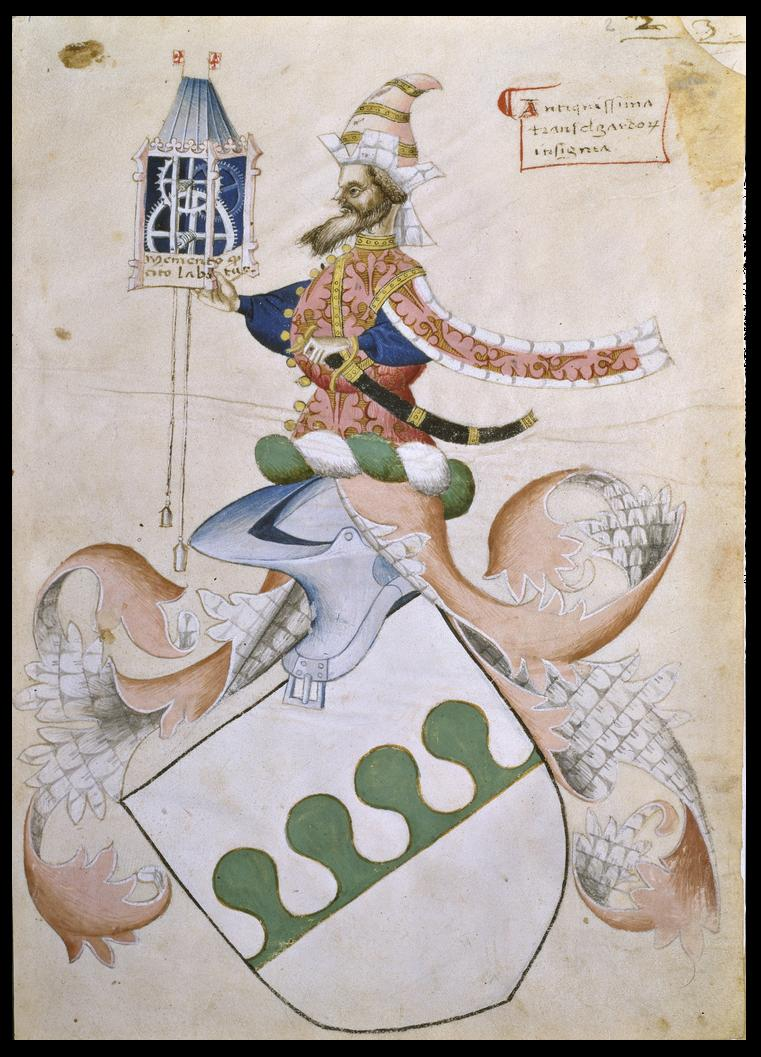
Antica insegna dei Transalgardi, Forzatè, Capodilista
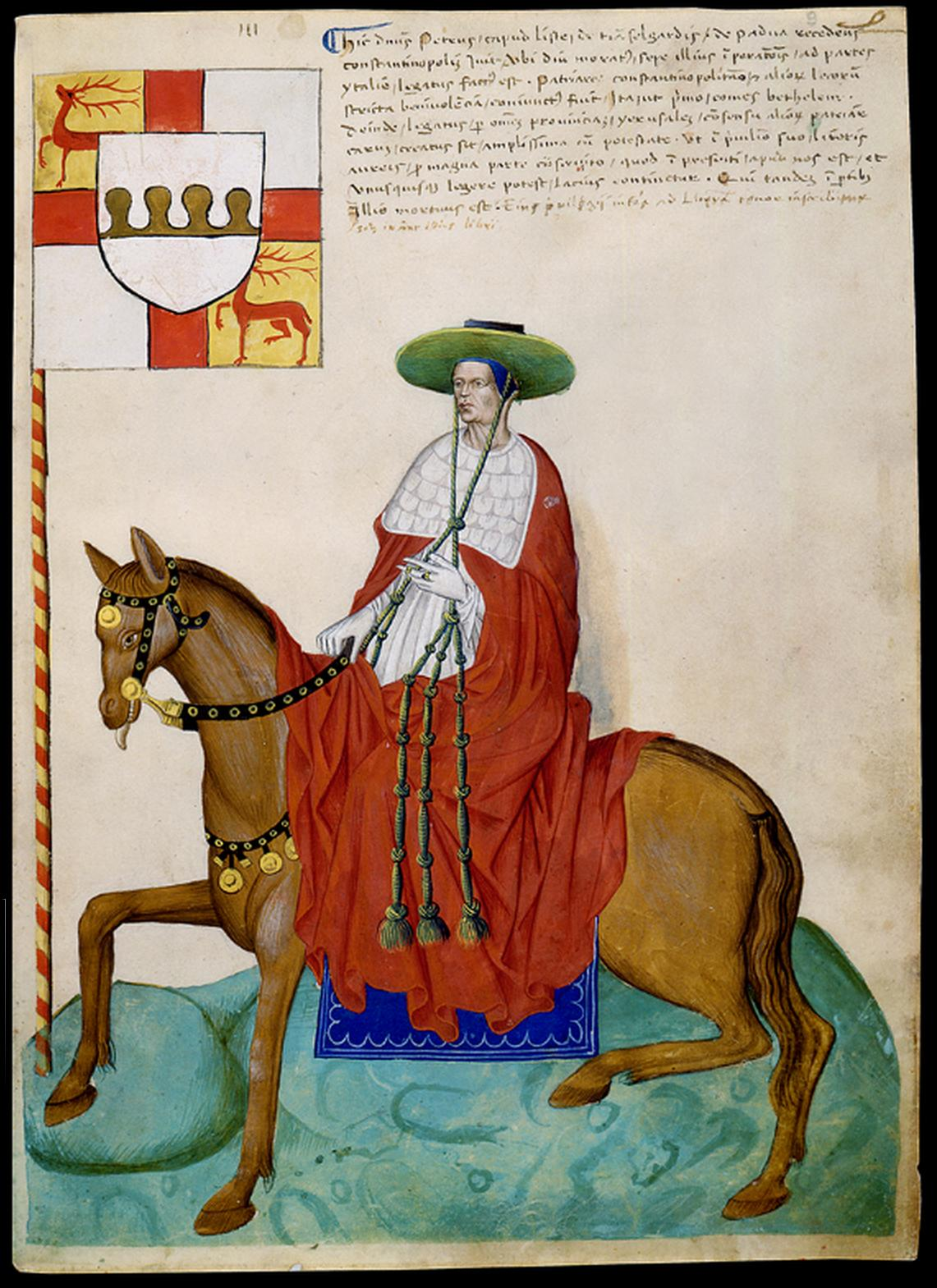
Pietro Capodilista
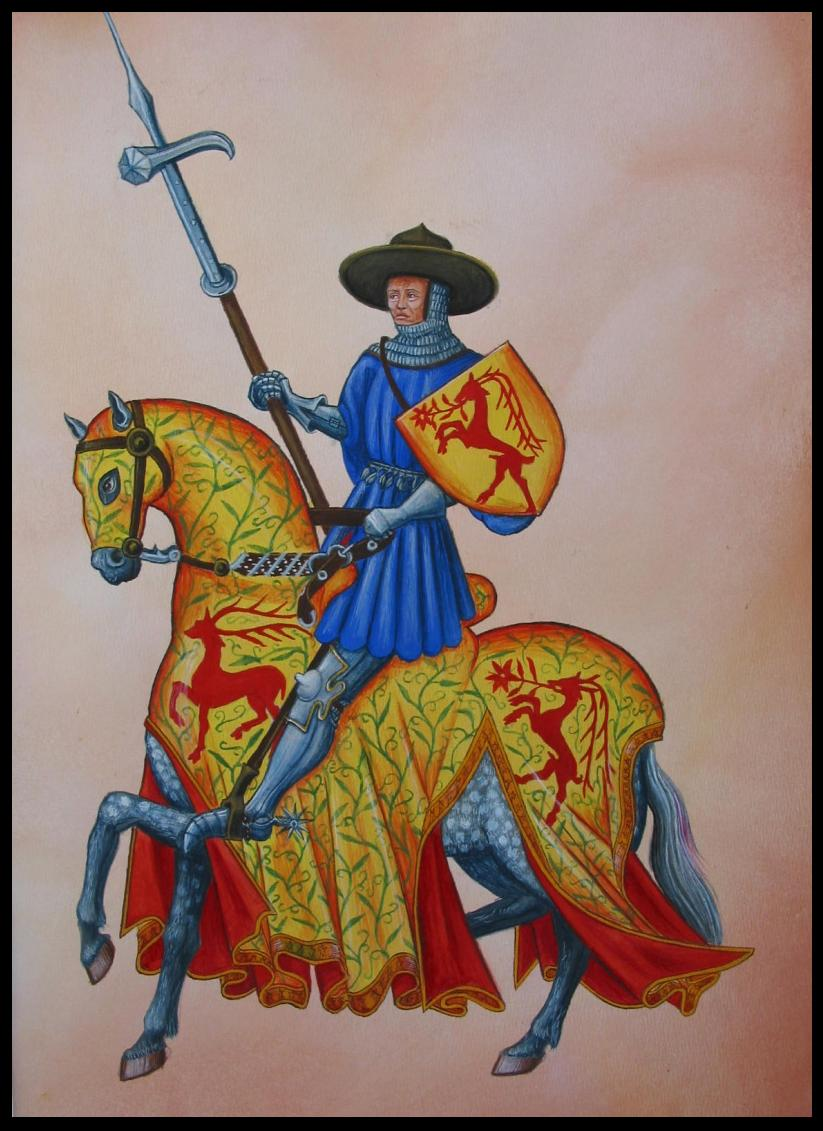
Guglielmo Capodilista
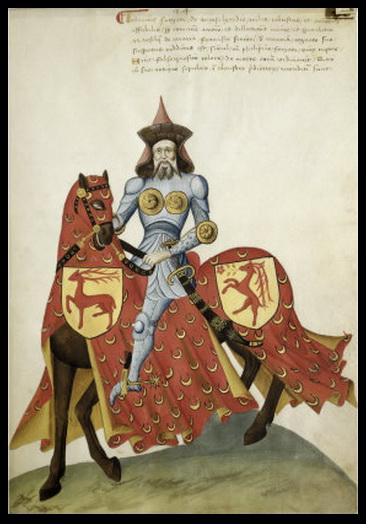
Cavaliere Capodilista con armatura
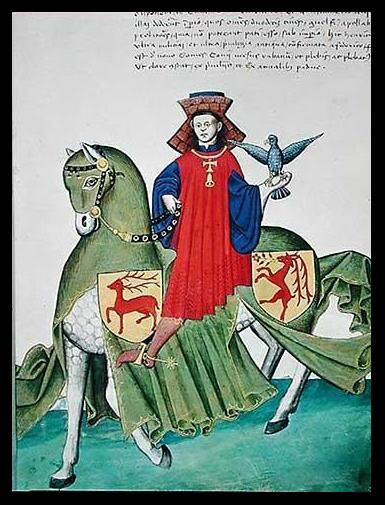
Cavaliere Capodilista con falcone
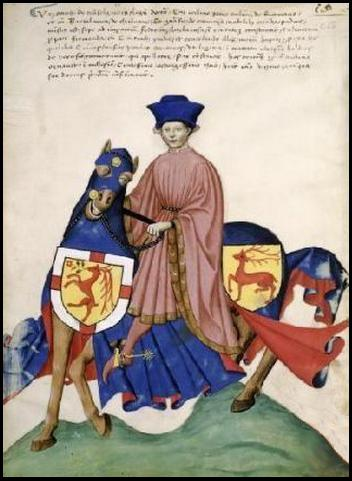
Verzonio dei Transalgardi
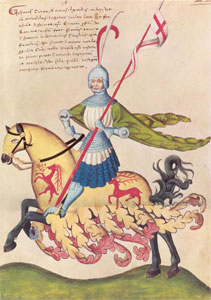
Cavaliere Capodilista
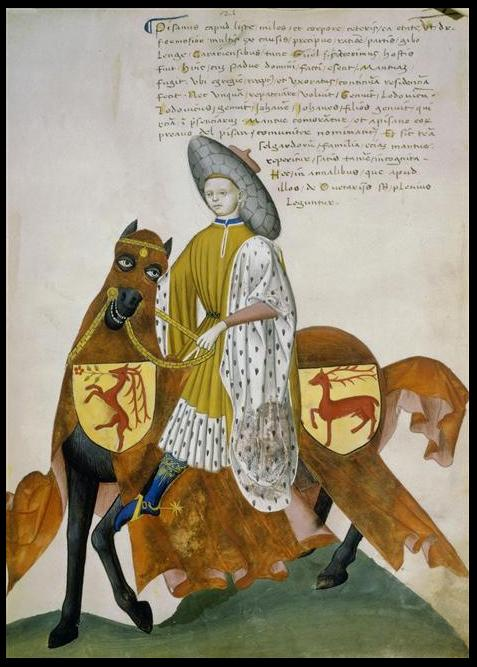
Cavaliere Capodilista
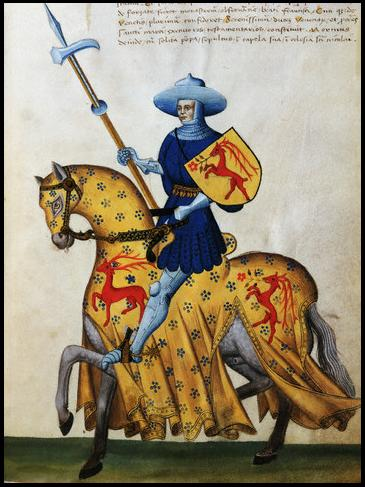
Marco dei Transalgardi
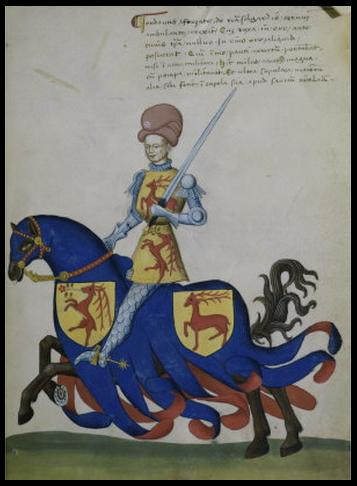
Cavaliere Capodilista vestito di giallo su cavallo vestito di azzurro
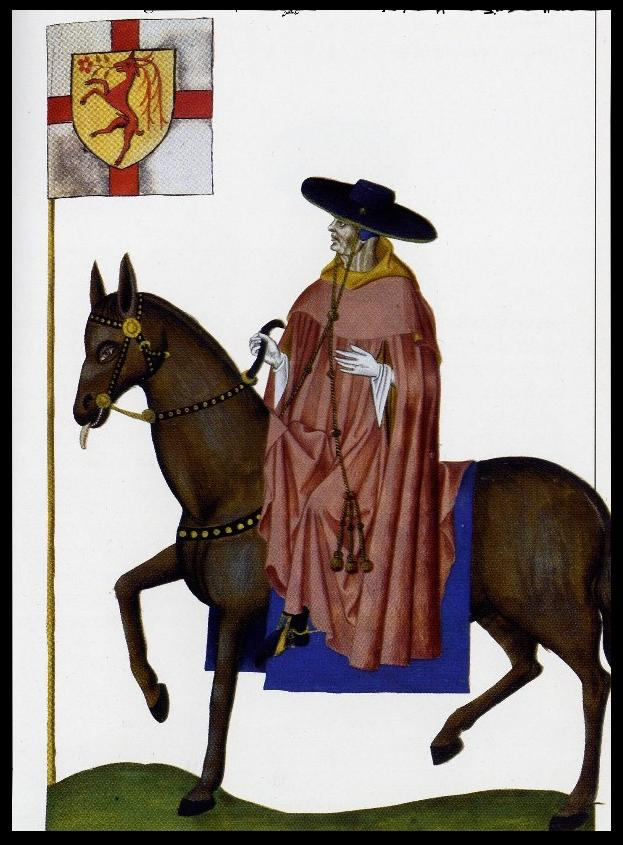
Giovanni Forzatè dei Transalgardi